# Utazu
Utazu (jap. 宇多津町 Utazu-chō) – miasto w Japonii, na wyspie Sikoku, w prefekturze Kagawa. Według danych na rok 2020 miejscowość zamieszkiwało 18 699 mieszkańców , a gęstość zaludnienia wyniosła 2308,5 os./km².